# Belinda Snell
Belinda Rose Snell (nacida el 1 de octubre de 1981 en Mirboo North, Australia) es una jugadora de baloncesto australiana. Ha conseguido 5 medallas en competiciones internacionales con Australia, entre Mundiales y Juegos Olímpicos.